# Baldemu jezik
Baldemu jezik (baldamu, baldare, mbazla; ISO 639-3: bdn), gotovo izumrli čadski jezik skupine biu-mandara, kojim govori još svega četiri osobe (2003 SIL; svi preko 60 godina) na području kamerunske provincije Far North.
Pripadnici etničke grupe koja se zove Baldamu broje preko 200 pripadnika, ali zbog prihvaćanja jezika fulfulde, baldemu je gotovo izumro. Žive u selima Balda i Guingley.

## Vanjske poveznice
- Ethnologue (14th)
- Ethnologue (15th)